# Extension of a Man
Albums de Donny Hathaway
Roberta Flack & Donny Hathaway
(1972) In Performance
(1980)
Extension of a Man est un album sorti par le chanteur de R&B / Soul Donny Hathaway sur Atco Records en 1973. 
Cet opus constitue son dernier album studio solo. Il est remarquable pour avoir inclus notamment le jeune Stanley Clarke, alors membre de Return to Forever sur deux pistes, ainsi que le batteur Fred White, frère de Maurice White, fondateur de Earth, Wind & Fire, qui a travaillé avec Hathaway à Chicago à ses débuts. Fred White a également joué avec Hathaway en concert et figure sur les enregistrements de performances live de Hathaway. 

## Liste des pistes
Tous les morceaux composés par Donny Hathaway; sauf indication contraire. 
1. "I Love the Lord; He Heard My Cry (Parts I & II)" - 5:32
2. "Someday We'll All Be Free" (Hathaway, Edward Howard) - 4:14
3. "Flying Easy" - 3:13
4. "Valdez in the Country" - 3:33
5. "I Love You More Than You'll Ever Know" (Al Kooper) - 5:23
6. "Come Little Children" - 4:35
7. "Love, Love, Love" (J.R. Bailey, Ken Williams) - 3:25
8. "The Slums" - 5:11
9. "Magdalena" (Danny O'Keefe) - 3:08
10. "I Know It's You" (Leon Ware) - 5:13
11. "Lord Help Me" (Joe Greene, Billy Preston) - 4:06

Lord Help Me est à l'origine uniquement sorti en face B du single I Love You More Than You Never Know. Il ne figurait pas sur Extension of a Man jusqu'à la réédition du disque compact de 1993. La chanson présente Billy Preston. De plus, c'est le seul morceau produit par Jerry Wexler, avec un autre producteur de Atlantic, Arif Mardin qui reprend les fonctions de production. 
Le premier morceau instrumental rend hommage à la mélodie de Here Comes Da Honey Man de Porgy and Bess de The Gershwin. 

## Personnel
- Donny Hathaway - chant (pistes 2-10), piano électrique Fender Rhodes (1-9), tous les pianos (6-7, 9-10), orgue Hammond (5), basse (6), claviers (11), arrangements
- Cornell Dupree (pistes 2-5, 7, électrique- 8), David Spinozza (2-3, 10), Keith Loving (3-4, 7, acoustique- 8), John Bishop (6), Phil Upchurch (6) - guitare
- Grady Tate (pistes 1, 9), Fred White (5-6), Rick Marotta (10), Ray Lucas (2-4, 7-8) - batterie
- Willie Weeks (pistes 2-5, 7-8), Russ Savakus (1), Stanley Clarke (1, 10), Gordon Edwards (9) - basse
- Hugh McCracken - banjo (piste 9), guitare (5, 9)
- Ralph MacDonald - percussion (pistes 3-4, 7, 9)
- David Newman - saxophone (piste 5)
- Hubert Laws - flûte (piste 1)
- Marvin Stamm (pistes 1-2, 8-9), Joe Newman (1, 6), Ernie Royal (1) - trompette
- Dominick Gravine (piste 1), Garnett Brown (1), Paul Faulise (1), Wayne Andre (1), Tony Studd (8-9), Garnett Brown (6) - trombone
- Don Butterfield - tuba (pistes 1, 8-9)
- Phil Bodner - clarinette (piste 9), saxophone alto (8)
- Seldon Powell - clarinette (pistes 6, 9), anches (1), saxophone ténor (8)
- Vincent Abato - clarinette (piste 1)
- Romeo Penque, William Slapin - anches (piste 1)
- Charles McCracken, George Ricci, Kermit Moore - violoncelle (piste 1)
- Jim Buffington, Julius Watkins, Tony Miranda - cor français (piste 1)
- Emanuel Green, Harry Lookofsky, Julien Barber, Noel DaCosta, Sanford Allen, Theodore Israel - violon (piste 1)
- Gloria Agostini - harpe (piste 1)
- Henry Schuman - hautbois (piste 1)
- Cissy Houston (piste 10), Myrna Smith (10), Sylvia Shemwell (10), Jimmy Douglass (8), Mario "Big M" Medious (8), Richard Wells (8), William "Mac" McCollum (8) - chœurs
- Myrna Summers & The Interdenominational Singers - chœur (pistes 1, 7-8)